# N-甲基吩嗪𬭩甲基硫酸盐
N-甲基吩嗪𬭩甲基硫酸盐是一种有机化合物，化学式为C14H14N2O4S。它可由吩嗪和硫酸二甲酯反应制得。它和连二亚硫酸钠反应，可以得到5,10-二氢-5-甲基吩嗪。